# Palazzo della Calcografia
Il palazzo della Calcografia è un edificio neoclassico di Roma, localizzato in via della Stamperia (nº 6), nel rione Trevi. Assieme a Palazzo Poli, ospita l'Istituto nazionale per la grafica, noto anche come Calcografia Nazionale.

## Storia

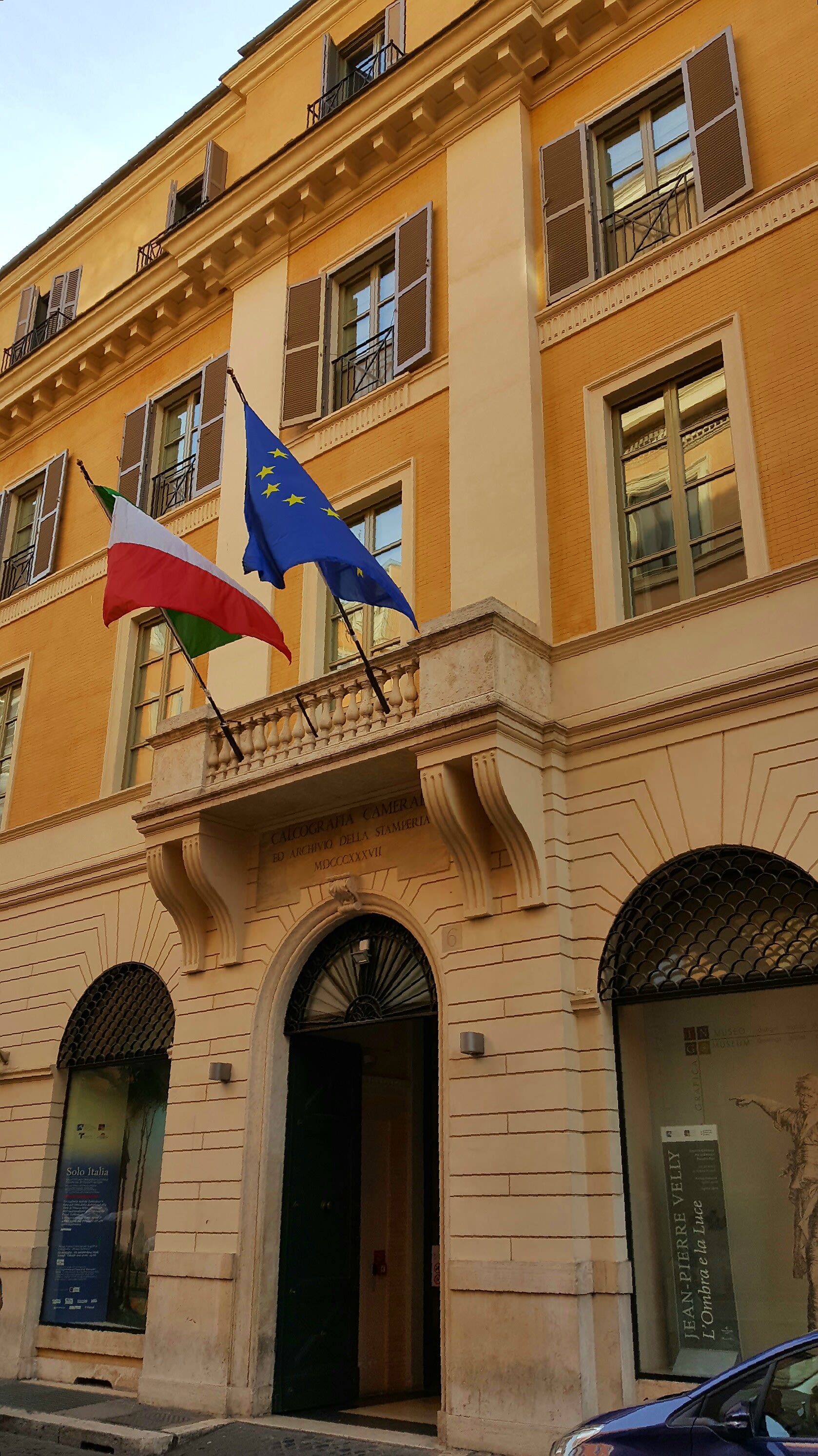
Dettaglio del portale d'ingresso al museo.

Il palazzo fu costruito tra l'agosto del 1835 e il giugno del 1837 da Giuseppe Valadier per ospitare la Calcografia della Camera Pontificia, che in precedenza era situato nel vicino Palazzo della Stamperia. La facciata era coronata al centro da un grande stemma di papa Gregorio XVI fiancheggiato da cornucopie piene di frutti. Fu trasferito nel 1888 nella fontana dell'esedra e nel 1975 in fondo al cortile di sinistra, dove si trova ancora oggi. Il palazzo, con due piani, più un attico sopra il cornicione costruito nel 1837, si apre a livello stradale, attraversato un portale sormontato da un balcone al piano nobile; il portale è fiancheggiato da sei vetrine con archi a tutto sesto, progettate per esporre le stampe in vendita; mantengono ancora le porte di chiusura originali inventate da Valadier e gestite attraverso meccanismi ingegnosi.
Ai piani superiori, l'aspetto attuale è quello originale: al primo piano è una loggia in cui, agli angoli della balaustra, ancora oggi sono le basi delle due statue che avrebbero dovuto decorare il palazzo, L’Incisione e Il Disegno. Tuttavia, solo la prima, dello scultore Luigi Amici, è stata realizzata ed è ora esposta nella Sala di consultazione al primo piano. In fondo al corridoio di ingresso, Valadier ha progettato un piccolo cortile semicircolare, a forma di esedra, come soluzione per collegare le varie parti dell'edificio; lo spazio era aperto e luminoso a causa della bassa altezza dell'edificio stesso e dei palazzi vicini. Sulla parete di fondo c'era una bella fontana, oggi al Museo archeologico nazionale delle Marche, formata da un sarcofago con la rappresentazione del mito di Medea; fu sostituito nel 1926 da un altro sarcofago antico, proveniente do Museo Nazionale Romano a Palazzo Massimo alle Terme, che è ancora oggi in situ.
Nel 1975, la Calcografia nazionale e il Gabinetto nazionale delle stampe sono stati unificati formando l'Istituto Nazionale per la Grafica, un organismo a carattere museale creato per conservare, proteggere e promuovere un patrimonio di opere che documentano le arti grafiche nelle loro varie tipologie: dalla stampa al disegno, dalle matrici alle fotografie. Nel 1978 lo stato italiano acquisì il vicino Palazzo Poli e i due palazzi furono unificati.
L'iscrizione sopra il portale d'ingresso riporta:

## Collezioni
La collezione di Calcografia, inizialmente composta dalla collezione di Lorenzo Filippo de' Rossi (1693-17..), è stato successivamente integrato dalle collezioni di Volpato, Canova, Camuccini e finalmente, della famiglia Piranesi. Ma molti altri furono persi, come quelli di Agostino Carracci, Raimondi e Callot, distrutto per volontà di papa Leone XII, che considerava immorale i loro contenuti. Dopo la presa di Roma (1870), la Calcografia passò allo stato italiano, rinominate in "Calcografia Regia"; col la nascita della Repubblica, fu ribattezzata "Calcografia Nazionale".
La Calcografia conta oggi con un patrimonio di circa de 23000 opere realizzate tra il XVI e e il XX secolo, arricchito dalle recenti acquisizioni di maestri del secolo XX, come Carrà e Morandi, oltre alla collezione di negativi fotografici di importanza storico-artistica; l'istituto svolge anche attività espositive nel campo delle arti grafiche antiche e moderne.